# La Chapelle-Thècle
La Chapelle-Thècle és un municipi francès, situat al departament de Saona i Loira i a la regió de Borgonya - Franc Comtat. L'any 2007 tenia 483 habitants.

## Demografia

### Població
El 2007 la població de fet de La Chapelle-Thècle era de 483 persones. Hi havia 220 famílies, de les quals 56 eren unipersonals (20 homes vivint sols i 36 dones vivint soles), 96 parelles sense fills, 48 parelles amb fills i 20 famílies monoparentals amb fills.
La població ha evolucionat segons el següent gràfic:
Habitants censats

### Habitatges
El 2007 hi havia 332 habitatges, 216 eren l'habitatge principal de la família, 93 eren segones residències i 23 estaven desocupats. 322 eren cases i 9 eren apartaments. Dels 216 habitatges principals, 192 estaven ocupats pels seus propietaris, 23 estaven llogats i ocupats pels llogaters i 1 estava cedit a títol gratuït; 11 tenien dues cambres, 52 en tenien tres, 59 en tenien quatre i 94 en tenien cinc o més. 150 habitatges disposaven pel capbaix d'una plaça de pàrquing. A 114 habitatges hi havia un automòbil i a 85 n'hi havia dos o més.

### Piràmide de població
La piràmide de població per edats i sexe el 2009 era:
| Homes | Edats   | Dones |
| ----- | ------- | ----- |
| 0     | 95 o +  | 0     |
| 0     | 90 a 94 | 4     |
| 0     | 85 a 89 | 4     |
| 4     | 80 a 84 | 20    |
| 16    | 75 a 79 | 28    |
| 8     | 70 a 74 | 4     |
| 28    | 65 a 69 | 24    |
| 36    | 60 a 64 | 16    |
| 4     | 55 a 59 | 24    |
| 28    | 50 a 54 | 20    |
| 12    | 45 a 49 | 16    |
| 28    | 40 a 44 | 20    |
| 8     | 35 a 39 | 16    |
| 0     | 30 a 34 | 4     |
| 20    | 25 a 29 | 16    |
| 4     | 20 a 24 | 8     |
| 8     | 15 a 19 | 16    |
| 20    | 10 a 14 | 16    |
| 8     | 5 a 9   | 8     |
| 4     | 0 a 4   | 0     |

## Economia
El 2007 la població en edat de treballar era de 276 persones, 178 eren actives i 98 eren inactives. De les 178 persones actives 167 estaven ocupades (99 homes i 68 dones) i 11 estaven aturades (3 homes i 8 dones). De les 98 persones inactives 44 estaven jubilades, 21 estaven estudiant i 33 estaven classificades com a «altres inactius».

### Ingressos
El 2009 a La Chapelle-Thècle hi havia 218 unitats fiscals que integraven 483 persones, la mediana anual d'ingressos fiscals per persona era de 16.479 €.

### Activitats econòmiques
Dels 12 establiments que hi havia el 2007, 1 era d'una empresa alimentària, 1 d'una empresa de fabricació d'altres productes industrials, 5 d'empreses de comerç i reparació d'automòbils, 2 d'empreses d'hostatgeria i restauració, 2 d'empreses de serveis i 1 d'una empresa classificada com a «altres activitats de serveis».
L'únic servei als particulars que hi havia el 2009 era un saló de bellesa.
Dels 2 establiments comercials que hi havia el 2009, 1 era una botiga de menys de 120 m² i 1 una fleca.
L'any 2000 a La Chapelle-Thècle hi havia 23 explotacions agrícoles.

## Equipaments sanitaris i escolars
El 2009 hi havia una escola elemental integrada dins d'un grup escolar amb les comunes properes formant una escola dispersa.

## Poblacions més properes
El següent diagrama mostra les poblacions més properes.